# 애장왕
애장왕(哀莊王, 788년 ~ 809년 9월 6일(음력 7월 19일, 율리우스력 9월 2일), 재위: 800년 음력 6월 ~ 809년 9월 6일)은 신라의 제40대 왕이다. 성은 김(金)이고, 이름은 청명(淸明)이며, 나중에 중희(重熙)로 이름을 바꾸었다.

## 생애
즉위하였을 때, 아직 13세에 불과하였으므로 작은아버지인 병부령(兵部令) 김언승(金彦昇)이 섭정하였다. 

### 내정
즉위한 이듬해(801년) 종묘를 개정하여 시조와 고조(명덕왕), 증조(원성왕), 조부(혜충), 선고(소성왕)을 오묘로 삼고, 태종 무열왕과 문무왕에 대해 따로 별묘(別廟)를 세웠다.
종묘를 개정한 이 해에 신라는 탐라국의 조공을 받았으며, 대대적인 사면령이 이루어졌다. 어룡성(御龍省)에 사신(私臣) 1명을 두었으며, 병부령으로 섭정하고 있던 작은아버지 김언승을 어룡성사신으로 삼았다가, 얼마 지나지 않아 상대등(上大等)으로 삼았다. 
애장왕 3년(802년) 봄 정월에는 몸소 신궁(神宮)에 제사지냈다. 이듬해인 애장왕 4년(803년) 여름 4월에는 남쪽 교외로 행차하여 보리 농사를 살피기도 하였다.
애장왕 5년(804년) 봄 정월에 이찬(伊飡) 수승(秀昇)을 시중(侍中)으로 삼았다. 가을 7월에 알천(閼川)에서 대대적으로 열병(閱兵)을 행하였다. 또한 기존의 동궁(東宮)으로 쓰이던 임해전(臨海殿)을 중수하고 동궁만수방(東宮萬壽房)을 새로 지었다.
6년(805) 봄 정월에 어머니 김씨를 대왕후(大王后)로, 왕비 박씨를 왕후(王后)로 책봉하였다. 이 해에 애장왕은 친정을 시작하여 공식(公式) 20여조를 반포하였고, 9년(808년)에 12도에 사신을 파견하여 군(郡)과 읍(邑)의 경계를 정하는 등 내외 지방제도에 대한 개혁을 행하였다. 
7년(806년)에는 절을 새로 짓는 것을 금하고 수리만을 허락하며 불사(佛事)에 수놓은 비단을 사용하는 것과 금, 은으로 기물 만드는 것을 금하게 하였다.

### 외치
애장왕 6년(805)에 당에서 덕종(德宗)이 죽고 순종(順宗)이 즉위하여, 신라에 병부낭중(兵部郞中) 겸 어사대부(御史大夫) 원계방(元季方)을 보내 덕종의 상(喪)을 알렸다. 또 애장왕을 개부의동삼사(開府儀同三司) 검교태위(檢校太尉) 사지절(使持節) 대도독계림주제군사(大都督雞林州諸軍事) 계림주자사(雞林州刺史) 겸 지절충영해군사(持節充寧海軍使) 상주국(上柱國) 신라왕으로 책봉하는 동시에, 그 어머니를 대비(大妃)로, 왕비를 비(妃)로 책봉하였다. 애장왕의 어머니는 그 아버지의 이름 가운데 글자를 따서 숙씨로 통보되었다. 
덕종은 앞서 애장왕 원년(800년)에 해당하는 정원(貞元) 16년에 앞서 주차의 난(783~784)으로 장안을 떠나 봉천(奉天)으로 몽진했을 때 수행한 공이 있었던 신라의 입당숙위학생(入唐宿衛學生) 양열(梁悅)에게 우찬선대부(右贊善大夫)를 제수하여 신라로 귀국하게 하였고, 애장왕은 그를 두힐현소수(豆肹縣小守)로 임명하였다. 순종의 뒤를 이어 즉위한 헌종(憲宗)도 애장왕 7년(806년)인 원화 원년에  당에서 숙위하고 있던 왕자 김헌충(金獻忠)에게 시비서감(試秘書監) 관직을 주어 보냈다. 
애장왕 9년(808년)에 김력기(金力奇)를 당에 보내어, 앞서 소성왕에게 전달되지 못한 당 덕종의 책봉 문서를 수령할 것을 요청하였다. 당에서는 이를 허락하고, 아울러 김언승 및 중공(仲恭) 등에게 문극(門戟)을 하사하였다. 신라에서는 이듬해(809년) 가을 7월에 대아찬(大阿湌) 김육진(金陸珍)을 당에 보내 사은(謝恩)하였다. 
일본과의 관계에서도 애장왕 4년(803년) 가을 7월에 일본국과 교빙(交聘)하여 우호를 맺었다. 이보다 1년 전인 동왕 3년(802년)에 김균정(金均貞)에게 대아찬 관등을 주어 가왕자(假王子)로 삼고 일본에 질(質)로 보내고자 하였으나, 균정이 사양하여 이루어지지 않았다. 애장왕 5년(804년) 여름 5월에 일본국이 사신을 보내 황금 300냥을 바쳤으며, 애장왕 7년(806년)과 9월(808년)에 일본에서 온 사신을 조원전(朝元殿)에서 접견하는 등 후대하였다. 
이러한 기록들은 일본측 기록에서는 확인되지 않는다. 일본의 학자 하마다 고사쿠(濱田耕策)는 애장왕 때의 대일외교의 성격, 목적, 형식을 다음과 같이 해석하였다. 첫째, 양국 정부 간 이루어진 공적 교류가 아니다. 둘째, 신라는 대일교역을 재개하고자, 일본은 자국의 견당사 파견을 위해 대당 소식을 듣고자 교류하였다. 셋째, 신라는 일본이 요구한 조공외교의 형식을 수용하여 가왕자 파견을 시도하였다. 이에 대해서는 애장왕대의 대일외교는 공적인 교류였다고 보는 견해 역시 제기되어 있다. 특히 박남수는 당대 일본측 사료인 《일본후기》에 이 시기 양국 관계 기사가 일실 내지 누락되었을 가능성을 상세히 논증하였으며 채미하는 애장왕대의 책봉의례와 대일외교를 분석하여 신라가 당 중심의 국제질서에서 벗어나려고 노력하였다는 해석을 제시하기도 하였다.

### 죽음
809년 숙부 김언승과 육촌 동생 김제옹, 김수종 등이 일으킨 난을 일으켜 애장왕의 자리를 찬탈했다. 애장왕은 대궐에서 동생 체명과 함께 죽임을 당했다. 애장왕의 죽음은 당에 병사한 것으로 통보되었다.

## 능묘
애장왕의 능묘는 전해지지 않는다. 
경주대학교 이근직 교수는 44대 민애왕릉이 실제로는 애장왕의 능묘일 가능성이 높다고 지적하였다.

## 가계
- 부왕 : 소성왕(昭聖王, ? ~800, 재위:798~800)
- 모후 : 계화부인 김씨(桂花夫人)
  - 왕후 : 왕후 박씨(朴氏) - 아찬 김주벽의 딸

## 같이 보기
- 발해
  - 강왕 (794년 ~ 809년)
- 해인사 - 애장왕 3년(802년)에 세워졌다.